# Adolfus
Adolfus es un género de lagartos de la familia Lacertidae, originario de África ecuatorial. 

## Especies
Se reconocen las siguientes cuatro especies:
- Adolfus africanus (Boulenger, 1906)
- Adolfus alleni (Barbour, 1914)
- Adolfus jacksoni (Boulenger, 1899)
- Adolfus masavaensis Wagner, Greenbaum & Branch, 2014